# 加藤圭朗
加藤 圭朗（かとう けいろう、1926年 - ）は昭和期の日本の官僚。

## 来歴
熊本県に生まれる。熊本県立玉名中学校（1943年卒業）、東亜同文書院大学予科を経て、九州帝国大学法文学部を卒業した。
1949年に人事院に入庁する。近畿事務局長、給与局次長、公務員研修所長、管理局長を経て、1983年に人事院事務総長となる。1986年に退官した。退官後は日本体育・学校健康センター理事を務めた。

## 著書
- （編著）『地方公務員災害補償実務必携』第一法規出版、1969年